# John Markoff

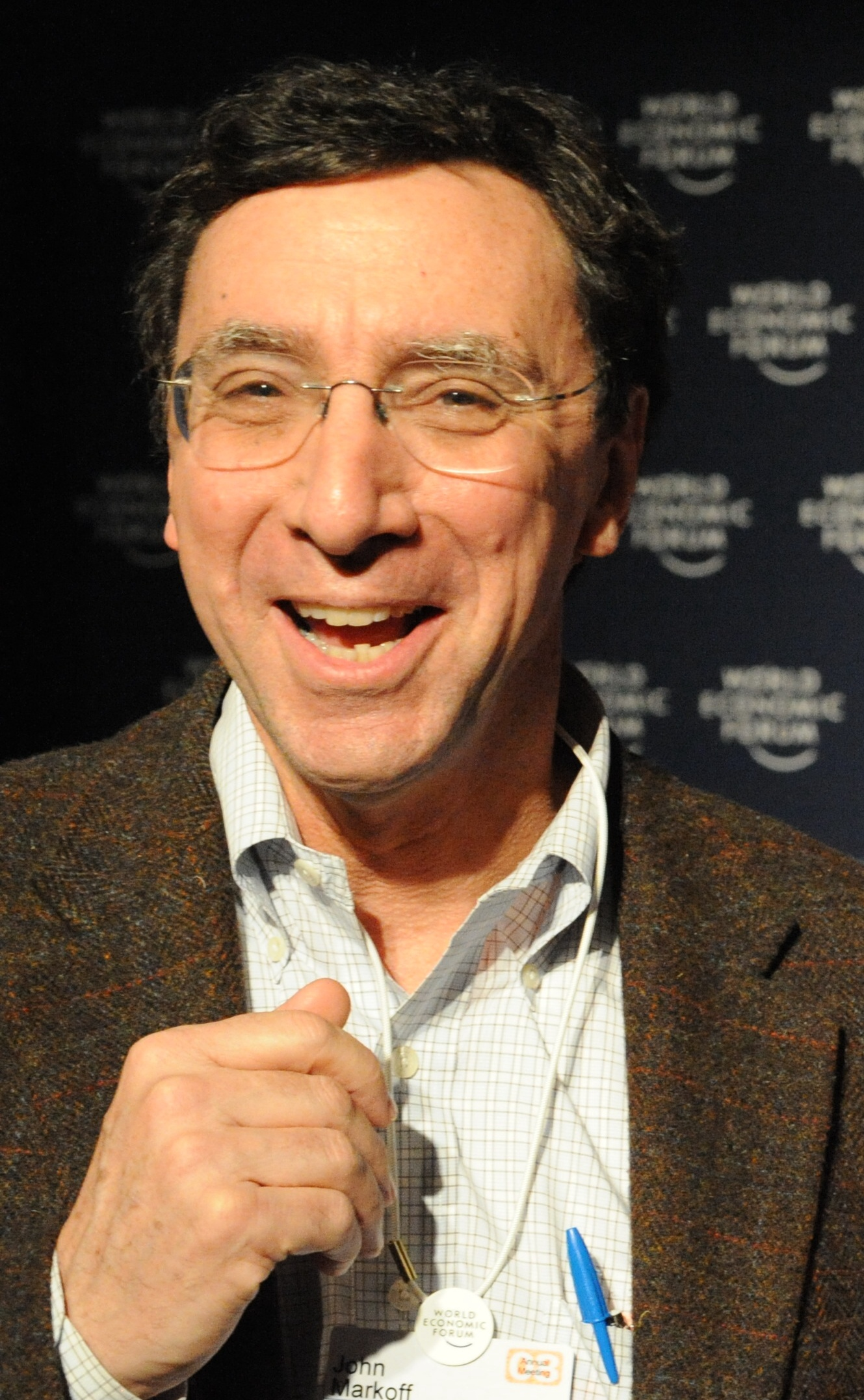
John Markoff

John Markoff (* 24. Oktober 1949 in Oakland, Kalifornien) ist ein US-amerikanischer Journalist, der sich in seinen Artikeln im Wesentlichen mit den Themen Technik und Internet auseinandersetzt. Bekannt wurde Markoff in den 1990er Jahren durch seine Berichterstattung über den Hacker Kevin Mitnick in der New York Times.

## Leben
Markoff wuchs in Palo Alto auf. Er schloss das Whitman College in Walla Walla, Washington, 1971 ab und machte 1976 seinen Master an der University of Oregon.
Er arbeitete als freier Journalist für verschiedene Publikationen, so z. B. „The Nation“, „Mother Jones“ und „Saturday Review“. Im Jahr 1981 wurde er Mitglied der Redaktion der Zeitschrift InfoWorld. 1984 wurde er Redakteur des Byte Magazine, das er 1985 verließ, um für den Wirtschaftsteil des San Francisco Examiner zu schreiben. Hier war sein Hauptthema die Berichterstattung über das Silicon Valley.
Seit 1988 lebt Markoff in New York und schreibt für den Wirtschaftsteil der New York Times.

## Publikationen
- The High Cost of High Tech. (zusammen mit Lennie Siegel) 1985, ISBN 0-06-039045-X.
- Cyberpunk: Outlaws and Hackers on the Computer Frontier. (zusammen mit Katie Hafner) 1991, ISBN 0-671-68322-5-
- Takedown: The Pursuit and Capture of America's Most Wanted Computer Outlaw. (zusammen mit Tsutomu Shimomura) 1995, ISBN 0-7868-6210-6.
- What the Dormouse Said: How the 60s Counterculture Shaped the Personal Computer Industry. 2005, ISBN 0-670-03382-0.
- Whole Earth: The Many Lives of Stewart Brand. Penguin Press, 2022, ISBN 978-0735223943.